# 日本作詞作曲家協会
日本作詞作曲家協会（にほんさくしさっきょくかきょうかい、通称：J-scat／ジェイ・スキャット)　は、日本の作詞家・作曲家の団体。代表は小林亜星。

## 概要
- 1997年（平成9年）9月創立。
- 協会事務所
  - 東京都港区赤坂7-5-6。
- 会員数約200名（2006年（平成18年）5月15日現在）。

## 活動目的
我が国音楽文化活動の中心となるべき作詞及び作曲活動を推進するとともに、著作権者として音楽著作権行政を監査し音楽著作権を擁護することを以て我が国音楽文化の普及と発展に寄与すること。 